# Ist Ist
Ist Ist (gestileerd IST IST) is een Engelse rockband uit Manchester. De band werd opgericht in 2014. Het debuutalbum Architecture werd uitgebracht op 1 mei 2020. Het album belandde op 8 mei op #3 in de UK Independent Albums Chart. Een gelimiteerde uitgave van 100 stuks verscheen op cassette. De single You're mine kwam op 21 juni op de hoogste positie van de Graadmeter van Pinguin Radio terecht.

## Discografie

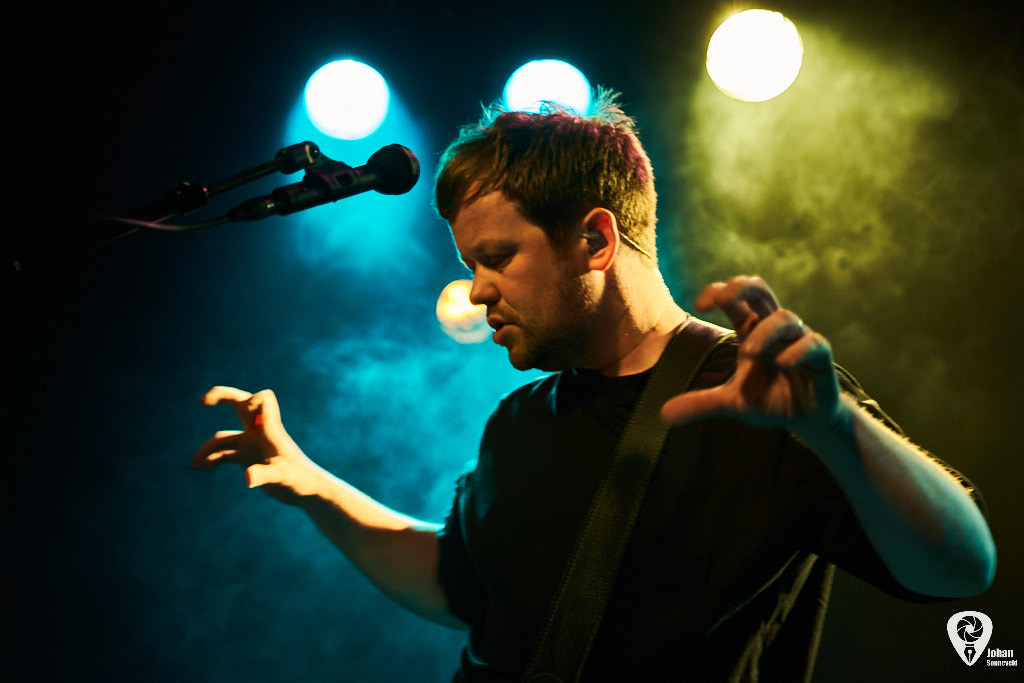
Adam Houghton in 2023

### Album
- Architecture, 2020
- The Art of Lying (2021)
- Protagonists (2023)

### Livealbums
- LIVE, 2017
- Live at St Philip's Church, 2018
- Live at Gorilla, 2019
- Live at Sacred Trinity Church, 2020
- Live at The Met (2020)
- Live at The Trades Club (2020)
- Live from the Attic (2020)
- Live at Manchester Academy 1 (2022)

### Ep's
- B, 2016
- Spinning rooms, 2018
- Prologue, 2018
- Everything is different now, 2019
- Sessions, 2019